# Chwalim (przystanek kolejowy)
Chwalim – przystanek kolejowy we wsi Chwalim, w woj. lubuskim, w Polsce.